# Chelydra
Chelydra – rodzaj żółwi z rodziny skorpuchowatych (Chelydridae).

## Zasięg występowania
Rodzaj obejmuje gatunki występujące w Ameryce (Kanada, Stany Zjednoczone, Meksyk, Belize, Gwatemala, Honduras, Nikaragua, Kostaryka, Panama, Kolumbia, Ekwador). 

## Systematyka

### Etymologia
- Chelydra: gr. χελυδρος kheludros „ziemnowodny wąż”[13].
- Chelonura: gr. χελωνη khelōnē „żółw”[13]; ουρα oura „ogon”[14]. Gatunek typowy: Testudo serpentina Linnaeus, 1758.
- Ophichelone: gr. οφις ophis, οφεως opheōs „wąż”[15]; χελωνη khelōnē „żółw”[13]. Gatunek typowy: Testudo serpentina Linnaeus, 1758.
- Rapara: etymologia nieznana, Gray nie wyjaśnił znaczenia nazwy rodzajowej[5]. Gatunek typowy: Testudo serpentina Linnaeus, 1758.
- Saurochelys: gr. σαυρος sauros „jaszczurka”[16]; χελυς khelus „żółw żeczny”[13]. Gatunek typowy: Testudo serpentina Linnaeus, 1758.
- Cheliurus: gr. χελυς khelus „żółw żeczny”[13]; ουρα oura „ogon”[14]. Gatunek typowy: Testudo serpentina Linnaeus, 1758.
- Emysaurus (Emysaura): gr. εμυς emus, εμυδος emudos „żółw wodny”; σαυρος sauros „jaszczurka”[17]. Gatunek typowy: Testudo serpentina Linnaeus, 1758.
- Devisia: Charles Walter De Vis (1829–1915), brytyjski zoolog (ornitologia i ichtiologia) oraz botanik[10]. Gatunek typowy: Devisia mythodes Ogilby, 1905 (= Testudo serpentina Linnaeus, 1758).

### Podział systematyczny
Do rodzaju należą następujące występujące współcześnie gatunki: 
- Chelydra acutirostris Peters, 1862
- Chelydra rossignonii (Bocourt, 1868)
- Chelydra serpentina (Linnaeus, 1758) – skorpucha jaszczurowata[18]

oraz gatunek wymarły:
- Chelydra floridana (Hay, 1907)